# Famous Monsters
Famous Monsters (с англ. — «Знаменитые монстры») — пятый студийный альбом группы The Misfits, выпущенный в 1999 году.
Альбом отметился 138-й позицией в The Billboard 200 и включён журналом Kerrang! в список «40 лучших панк-альбомов 1977—2017».
Famous Monsters — второй альбом группы после их возрождения в 1995 году; он же стал и последним, в записи которого принимали участие новый фронтмен Майкл Грэйвс, гитарист Дойл и ударник Др. Чад, покинувшие The Misfits в 2000 году.
В звучании альбома присутствуют элементы ду-вопа и сайкобилли. На песню «Scream!» был снят видеоклип известным режиссёром фильмов ужасов Джорджем Ромеро, снявшим «Ночь живых мертвецов». Кроме того, группа засветилась в его фильме «Вышибала».
Рецензент российского издания журнала Classic Rock отметил, что альбом несколько слабоват в сравнении со своим предшественником, но так же отметил зажигательное панково-хардкоровое звучание, классические тексты-ужастики и отличный вокал Майкла Грэйвса.

## Список композиций
1. «Kong at the Gates» — 1:22 (Джерри Онли / Дойл)
2. «The Forbidden Zone» — 2:23 (слова — Майкл Грэйвс / музыка — Дойл)
3. «Lost in Space» — 2:27 (Dr. Chud)
4. «Dust to Dust» — 2:43 (Онли / Дэниэль Рэй)
5. «Crawling Eye» — 2:22 (Дойл)
6. «Witch Hunt» — 1:31 (Грэйвс)
7. «Scream!» — 2:33 (Грэйвс)
8. «Saturday Night» — 3:28 (Грэйвс)
9. «Pumpkin Head» — 2:16 (Дойл)
10. «Scarecrow Man» — 3:10 (Дойл)
11. «Die Monster Die» — 2:00 (Грэйвс / Dr. Chud)
12. «Living Hell» — 2:54 (Онли / Рэй)
13. «Descending Angel» — 3:46 (Онли / Рэй)
14. «Them» — 2:43 (Онли)
15. «Fiend Club» — 2:52 (Грэйвс)
16. «Hunting Humans» — 2:06 (Онли / Рэй)
17. «Helena» — 3:20 (Грэйвс)
18. «Kong Unleashed» — 0:47 (Онли / Дойл)
19. «Devil Doll» (Грэйвс) (бонус в изданиях Великобритании и Японии)
20. «1,000,000 Years B.C.» (Онли) (бонус в изданиях Великобритании)
21. «Helena 2» (Грэйвс) (бонус в изданиях Великобритании)

## В записи участвовали
- Майкл Грэйвс — вокал
- Джерри Онли — бас-гитара
- Дойл Вольфганг фон Франкенштейн — гитара
- Dr. Chud — ударные

## Дополнительные факты
- Песня «Kong at the Gates» с этого альбома использовалась федерацией WCW во время выходов реслера Вампиро; по его инициативе группа даже поучаствовала в нескольких выпусках WCW Nitro[7].
- В 2013 году Грэйвс перезаписал «Scream!», «Die Monster Die» и «Fiend Club» для альбома-антологии The Lost Skeleton Returns[8].